# Pałac w Walcach
Pałac w Walcach – obecnie nieistniejący zabytkowy pałac, który znajdował się w Walcach, na ziemi prudnickiej.

## Historia
Rezydencja w Walcach, zwana również zamkiem, została wzniesiona w 1675. W późniejszych latach była rozbudowywana. Należała do kilku rodów. Pod koniec XIX wieku właścicielem majątku szlacheckiego Schlosshof (a także pozostałych majątków w Walcach) została rodzina Seherr-Thoss.
Na początku XX wieku pałac został przebudowany, tracąc większość cech stylowych. Przebudowa mogła wiązać się z planami Rogera von Seherr-Thossa, który chciał, by po jego śmierci, jego żona zamieszkała w Walcach. W 1929 Seherr-Thossowie sprzedali zadłużony majątek, który odtąd należał do Górnośląskiej Spółki Ziemskiej.
W 1945 bawiące się w pałacu dzieci doprowadziły do eksplozji znajdującej się w środku amunicji. W wyniku eksplozji pałac został zniszczony. Jego ruiny zostały rozebrane w latach 60. XX wieku. Zniszczono także park i przypałacowy ogród. Zachowały się zabudowania folwarku.

## Architektura
Był to okazały pałac, w swoim finalnym wyglądzie zbliżony był do zamku z przyporami i dwoma wieżami.